# Guettarda dealbata
Guettarda dealbata är en måreväxtart som beskrevs av Martin Martens och Henri Guillaume Galeotti. Guettarda dealbata ingår i släktet Guettarda och familjen måreväxter. Inga underarter finns listade i Catalogue of Life.